# Parosela loeseneriana
Parosela loeseneriana là một loài thực vật có hoa trong họ Đậu. Loài này được (Harms) Standl. mô tả khoa học đầu tiên năm 1926.